# Dub letní čtyřkmen v Satalické bažantnici
Dub letní čtyřkmen v Satalické bažantnici je památný strom, který roste v centru bažantnice na zatravněném pozemku.

## Parametry stromu
- Výška (m): 32,0
- Obvod (cm): 680
- Ochranné pásmo: vyhlášené – kruh o poloměru 22 m na p.č. 924 a 925 k.ú. Satalice
- Datum prvního vyhlášení: 11.06.2004[1]
- Odhadované stáří: 230 let (k roku 2016)[2]

## Popis
Mohutný strom má široké kořenové náběhy, které pokračují jako krátký kmen. Ten se brzy rozděluje na čtyři kmeny nesoucí korunu plochého tvaru. Obvod kmene dubu je druhý největší v Praze. Jeho zdravotní stav je dobrý, jeden ze čtyř kmenů ale usychá. Koruna je stažena bezpečnostními vazbami.

## Historie
Dub roste spolu se dvěma sousedními památkově chráněnými duby v centru původně barokní bažantnice při křižovatce pěšin na zatravněné ploše, která sloužila výřadu zvěře při honech.

## Památné stromy v okolí
- Linda v poli u Satalic – památný topol bílý
- Památné lípy v Satalicích
- Skupina dubů letních v Satalické bažantnici

## Turismus
Okolo dubu vede turistická značená trasa  6107 vedená ze Satalic přes Vinoř a Ctěnice do Miškovic.